# Епархия Инчхона
 Епархия Инчхона (лат. Dioecesis Inchonensis) — епархия Римско-Католической церкви с центром в городе Инчхон, Южная Корея. Епархия Инчхона входит в митрополию Сеула.

## История
6 июня 1961 года Римский папа Иоанн XXIII выпустил буллу Coreanae nationis orae, которой учредил апостольский викариат Инчхона, выделив его из апостольского викриата Сеула (сегодня — Архиепархия Сеула).
10 марта 1962 года Римский папа Иоанн XXIII издал буллу Fertile Evangelii semen, которой преобразовал апостольский викариат Инчхона в епархию.

## Ординарии епархии
- епископ William John McNaughton (6.06.1961 — 25.04.2002);
- епископ Boniface Choi Ki-San (25.04.2002 — по настоящее время).

## Источник
- Annuario Pontificio, Libreria Editrice Vaticana, Città del Vaticano, 2003, ISBN 88-209-7422-3
- Булла Coreanae nationis orae, AAS 54 (1962), стр. 265  (лат.)
- Булла Fertile Evangelii semen, AAS 54 (1962), стр. 552  (лат.)